# 1970 na televisão
Nesta página encontram-se os fatos, estreias e términos sobre televisão que aconteceram durante o ano de 1970.

## Eventos

### Janeiro
- 25 de janeiro — É inaugurada a TV Gazeta em São Paulo.
- 31 de janeiro — É inaugurada a TV Verdes Mares, afiliada da Rede Globo e da Rede de Emissoras Independentes em Fortaleza, Ceará.

### Maio
- 31 de maio — É inaugurada a TV Cultura Florianópolis, afiliada da Rede Tupi em Florianópolis, Santa Catarina.
- 31 de maio–21 de junho — A Rede Globo, Rede Tupi e a Rede de Emissoras Independentes realizam a cobertura da Copa do Mundo FIFA de 1970.

### Setembro
- 30 de setembro — A TV Excelsior encerra suas atividades.

### Outubro
- 4 de outubro — É inaugurada a TV Cidade Branca, afiliada da Rede Tupi e da Rede de Emissoras Independentes em Corumbá, Mato Grosso do Sul.

## Programas

### Janeiro
- 26 de janeiro — Estreia Jornal da Gazeta na TV Gazeta.
- 31 de janeiro — Termina Sangue do Meu Sangue na TV Excelsior.

### Fevereiro
- 16 de fevereiro — Estreia E Nós, Aonde Vamos? na Rede Tupi.
- 28 de fevereiro — Termina A Cabana do Pai Tomás na Rede Globo.

### Março
- 2 de março — Estreia Pigmalião 70 na Rede Globo.
- 20 de março — Estreia As Pupilas do Senhor Reitor na TV Record.
- 21 de março — Termina Algemas de Ouro na TV Record.
- 27 de março — Termina A Menina do Veleiro Azul na TV Excelsior.

### Abril
- 8 de abril — Termina Dez Vidas na TV Excelsior.

### Maio
- 16 de maio
  - Termina Super Plá na Rede Tupi.
  - Termina João Juca Jr. na Rede Tupi.
- 18 de maio
  - Estreia A Gordinha na Rede Tupi.
  - Estreia As Bruxas na Rede Tupi.

### Junho
- 2 de junho — Estreia Central da Copa na Rede Globo.
- 5 de junho
  - Termina Nino, o Italianinho na Rede Tupi.
  - Termina E Nós, Aonde Vamos? na Rede Tupi.
- 8 de junho — Estreia Irmãos Coragem na Rede Globo.
- 30 de junho — Estreia Faça Humor, Não Faça Guerra na Rede Globo.

### Julho
- 6 de julho — Estreia Simplesmente Maria na Rede Tupi.
- 17 de julho — Termina Verão Vermelho na Rede Globo.
- 18 de julho — Termina Véu de Noiva na Rede Globo.
- 20 de julho — Estreia Assim na Terra como no Céu na Rede Globo.

### Setembro
- 22 de setembro — Termina A Gordinha na Rede Tupi.
- 24 de setembro — Estreia Toninho on the Rocks na Rede Tupi.

### Outubro
- 24 de outubro — Termina Pigmalião 70 na Rede Globo.
- 26 de outubro — Estreia A Próxima Atração na Rede Globo.
- 30 de outubro — Estreia Imagens do Japão na Rede Tupi.

### Novembro
- 5 de novembro — Termina Mister Show na Rede Globo.
- 12 de novembro — Termina As Bruxas na Rede Tupi.
- 30 de novembro
  - Estreia O Meu Pé de Laranja Lima na Rede Tupi.
  - Estreia Tilim na TV Record.

## Nascimentos
| Data            | Nome                 | Profissão                                 | Nacionalidade                             | Observações | Ref   |
| --------------- | -------------------- | ----------------------------------------- | ----------------------------------------- | ----------- | ----- |
| 3 de janeiro    | Matt Ross            | ator                                      | Estados Unidos                            |             |       |
| 14 de janeiro   | Carlos Daniel        | jornalista                                | Portugal                                  |             |       |
| 17 de janeiro   | Genndy Tartakovsky   | desenhista e animador                     | Estados Unidos                            |             |       |
| 20 de janeiro   | Skeet Ulrich         | ator                                      | Estados Unidos                            |             |       |
| 22 de janeiro   | Alex Ross            | artista cômico                            | Estados Unidos                            |             |       |
| 24 de janeiro   | Carolyna Aguiar      | atriz                                     | Brasil                                    |             |       |
| 25 de janeiro   | Gisele Fraga         | atriz                                     | Brasil                                    |             |       |
| 30 de janeiro   | Maria Luisa Mendonça | atriz                                     | Brasil                                    |             |       |
| 13 de fevereiro | Alexandre Nero       | ator                                      | Brasil                                    |             |       |
| 17 de março     | Dominic Purcell      | ator                                      | Reino Unido                               |             |       |
| 5 de março      | Lisa Robin Kelly     | atriz                                     | Estados Unidos                            | m. 2013     | [ 1 ] |
| 7 de março      | Rachel Weisz         | atriz                                     | Reino Unido                               |             |       |
| 10 de abril     | José Paulo Lanyi     | jornalista, escritor e cineasta           | Brasil                                    |             |       |
| 10 de abril     | Ricardo Macchi       | ator                                      | Brasil                                    |             |       |
| 13 de abril     | Eduardo Capetillo    | ator e cantor                             | México                                    |             |       |
| 17 de abril     | Márcio Garcia        | ator e apresentador de televisão          | Brasil                                    |             |       |
| 20 de abril     | Shemar Moore         | ator                                      | Estados Unidos                            |             |       |
| 25 de abril     | Otávio Martins       | ator, diretor e roteirista                | Brasil                                    |             |       |
| 25 de abril     | Jason Lee            | skatista e ator                           | Estados Unidos                            |             |       |
| 1 de maio       | Fernanda Young       | escritora e roteirista                    | Brasil                                    | m. 2019     | [ 2 ] |
| 18 de maio      | Tina Fey             | atriz e comediante                        | Estados Unidos                            |             |       |
| 19 de maio      | Daniel Boaventura    | ator e cantor                             | Brasil                                    |             |       |
| 22 de maio      | Rodrigo Lopéz        | ator                                      | Brasil                                    |             |       |
| 27 de maio      | Joseph Fiennes       | ator                                      | Reino Unido                               |             |       |
| 28 de maio      | Glenn Quinn          | ator                                      | Irlanda                                   | m. 2002     | [ 3 ] |
| 4 de junho      | Izabella Scorupco    | atriz e modelo                            | Estados Unidos · Suécia · Polónia (nasc.) |             |       |
| 26 de junho     | Chris O'Donnell      | ator                                      | Estados Unidos                            |             |       |
| 26 de junho     | Rodrigo Veronese     | ator e apresentador                       | Brasil                                    |             |       |
| 11 de julho     | Netinho de Paula     | cantor e apresentador                     | Brasil                                    |             |       |
| 11 de julho     | Justin Chambers      | ator e ex-modelo                          | Estados Unidos                            |             |       |
| 23 de julho     | Charisma Carpenter   | atriz                                     | Estados Unidos                            |             |       |
| 11 de agosto    | Daniella Perez       | atriz                                     | Brasil                                    | m. 1992     |       |
| 21 de agosto    | Murilo Rosa          | ator                                      | Brasil                                    |             |       |
| 23 de agosto    | River Phoenix        | ator                                      | Estados Unidos                            | m. 1993     | [ 4 ] |
| 29 de agosto    | Alessandra Negrini   | atriz                                     | Brasil                                    |             |       |
| 3 de setembro   | Cadu Fávero          | ator, autor, iluminador e diretor teatral | Brasil                                    |             |       |
| 12 de outubro   | Cláudia Abreu        | atriz                                     | Brasil                                    |             |       |
| 3 de novembro   | Luciana Gimenez      | modelo e apresentadora de televisão       | Brasil                                    |             |       |
| 24 de novembro  | Sónia Araújo         | apresentadora de televisão                | Portugal                                  |             |       |
| 27 de novembro  | Brooke Langton       | atriz                                     | Estados Unidos                            |             |       |
| 27 de novembro  | Marcelo Batista      | ator                                      | Brasil                                    |             |       |
| 28 de novembro  | Oberdan Júnior       | ator                                      | Brasil                                    |             |       |
| 29 de novembro  | Bruno Garcia         | ator                                      | Brasil                                    |             |       |
| 29 de novembro  | Maria Paula          | atriz e apresentadora de televisão        | Brasil                                    |             |       |
| 5 de dezembro   | Márcio Gomes         | jornalista e apresentador de televisão    | Brasil                                    |             |       |
| 10 de dezembro  | Luciana Vendramini   | atriz                                     | Brasil                                    |             |       |

## Mortes
| Data | Nome | Profissão | Nacionalidade | Observações | Ref |
| ---- | ---- | --------- | ------------- | ----------- | --- |